# Walter B. Woodbury

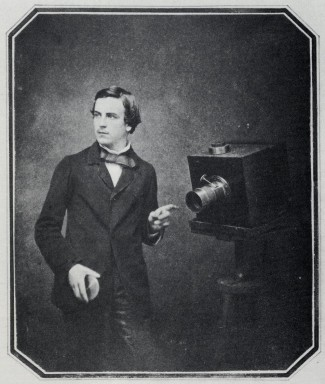
Walter B. Woodbury, ca 1855

Walter Bentley Woodbury (Manchester, 26 juni 1834 – Margate (Engeland) 5 september 1885) was een Engels pionier en innovator van de fotografie.

## Leven en werk
Woodbury kreeg een opleiding tot ingenieur te Manchester en maakte reeds in zijn studententijd een  camera obscura. Zijn leven lang werkte hij aan verbeteringen van de fotografie-techniek. Tussen 1864 en 1866 vond hij het woodburytype uit, een nieuw fotochemisch proces en het daarop gebaseerde drukproces. Dit procedé werd van 1870 tot 1900 wereldwijd gebruikt voor met name boekdruk-illustraties.
Woodbury was ook een bekend fotograaf. Reeds in 1851, op 17-jarige leeftijd, maakte hij een reis naar Melbourne, Australië en in 1857 reisde hij door naar Batavia in Nederlands-Indië. Hij staat bekend als de eerste fotograaf die in deze landen uitgebreide fotoreportages maakte. Het Wereldmuseum Amsterdam bezit een grote collectie foto’s van Woodbury, gemaakt in Java, Sumatra en Borneo.
Op latere leeftijd maakte Woodbury ook veelgeprezen reportages van het negentiende-eeuwse Londen. Woodbury ligt begraven in een familiegraf op een kerkhof in de Londense wijk Stoke Newington.

## Foto's van Woodbury in Nederlands-Indië

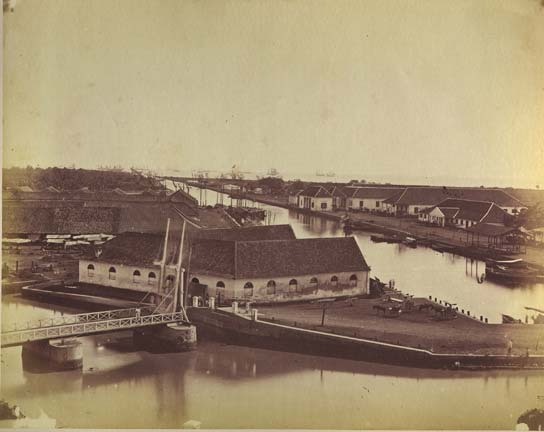
Haven van Batavia
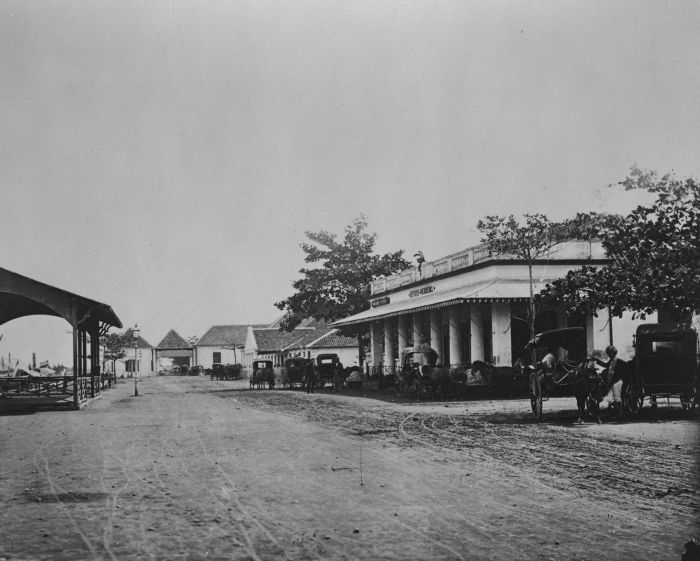
De Stadsherberg naast de Boom aan het Havenkanaal Batavia
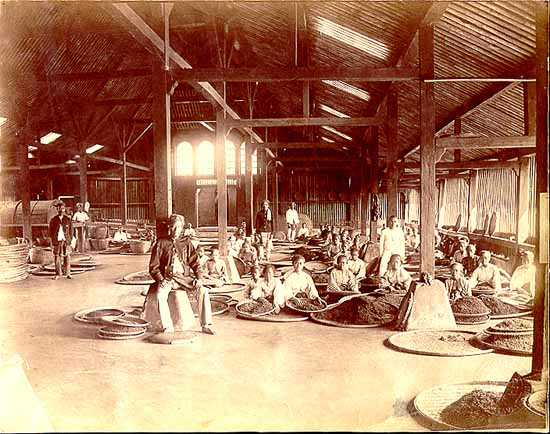
Thee-handelshuis Batavia
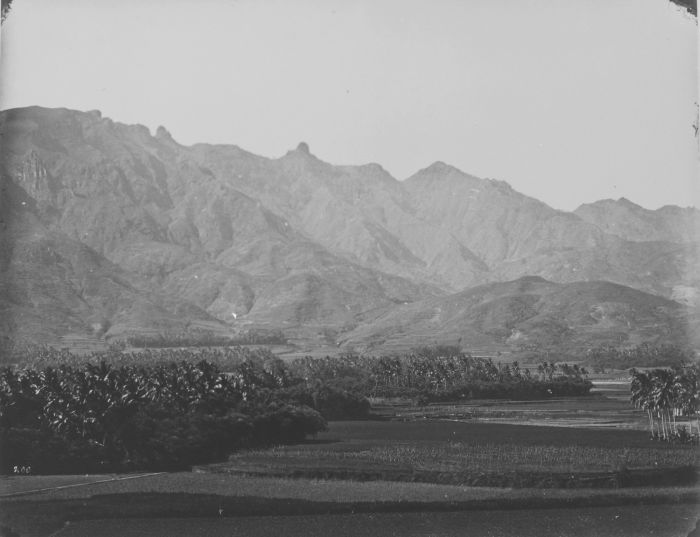
Berglandschap in de omgeving van de Borobudur
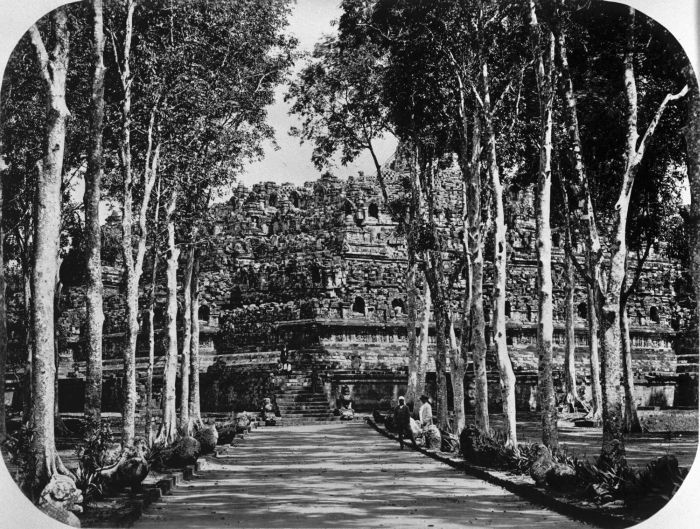
Borobudur
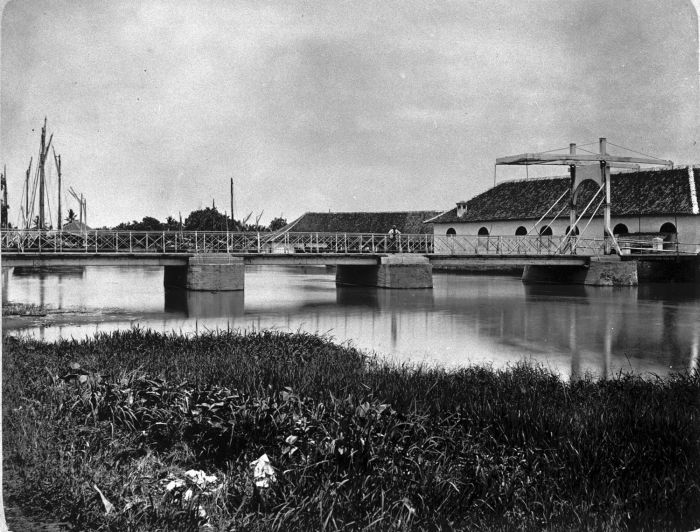
Pasar Ikan de vismarkt te Batavia
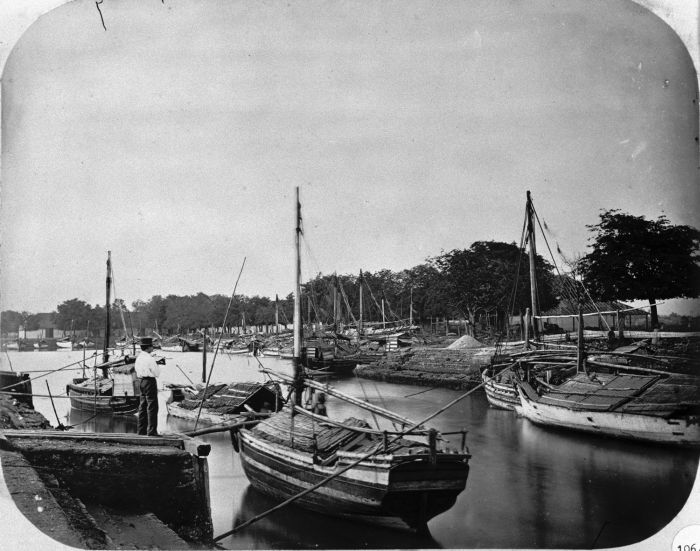
Schepen in de haven van Probolinggo
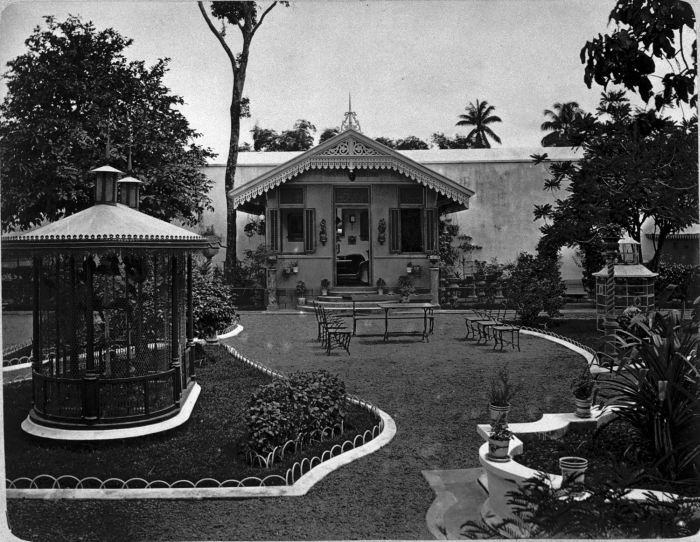
Tuin in de kraton van Mankoe Negoro V te Solo
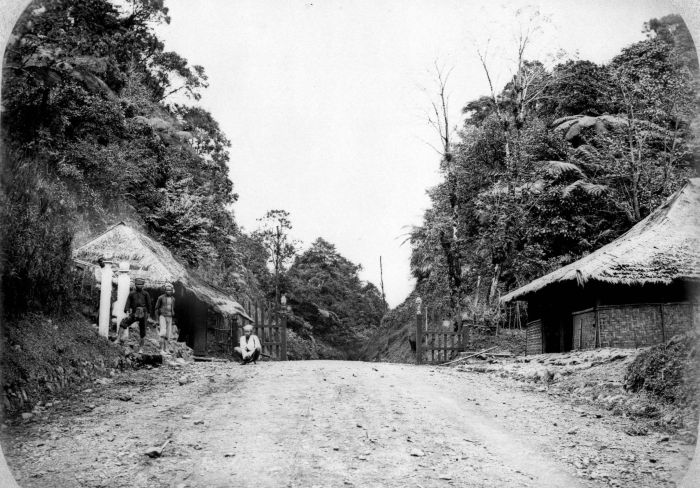
Bergweg bij de Gunung Megamendung en de Puncak-pas
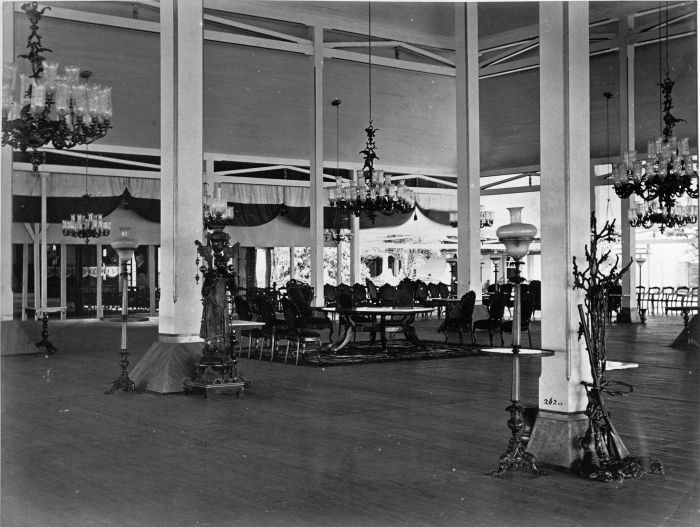
De audiëntiezaal (pendopo) in de kraton van Prins Mangkoe Negoro
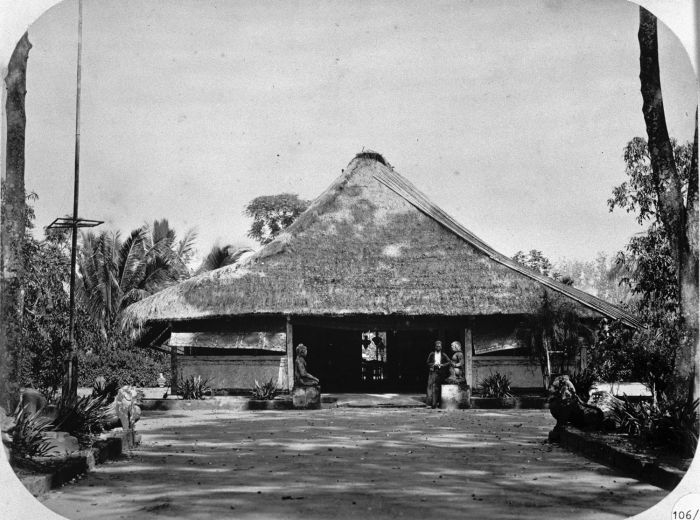
Pasanggrahan (gastenverblijf) in de naaste omgeving van de Borobudur
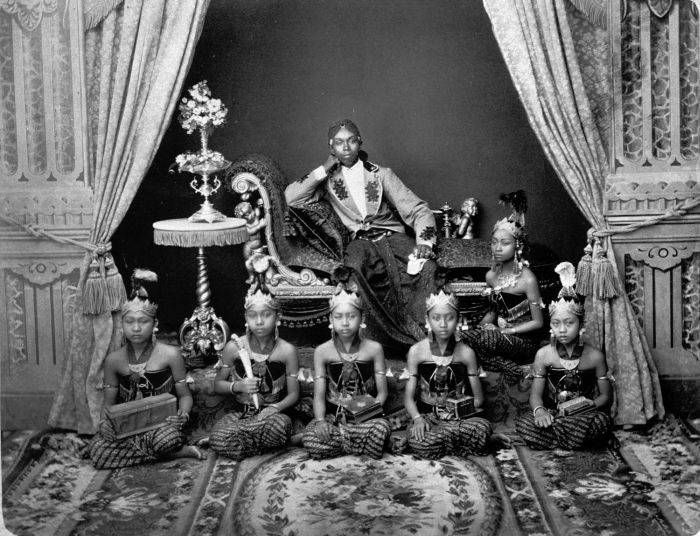
Een van de zonen van Mangkoe Negoro van Solo met Serimpi danseressen
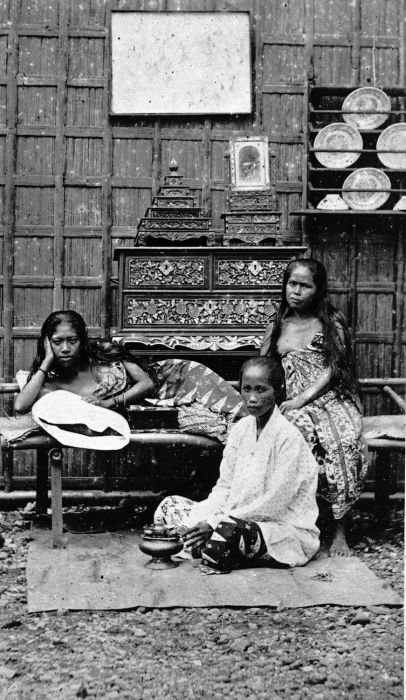
Drie Javaanse jonge vrouwen met bruidsmeubelen
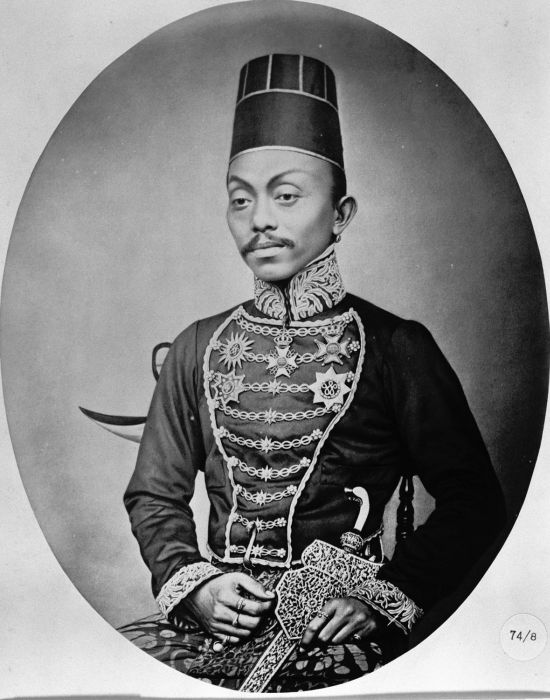
Portret van de Soesoehoenan Pakoe Boewono IX.
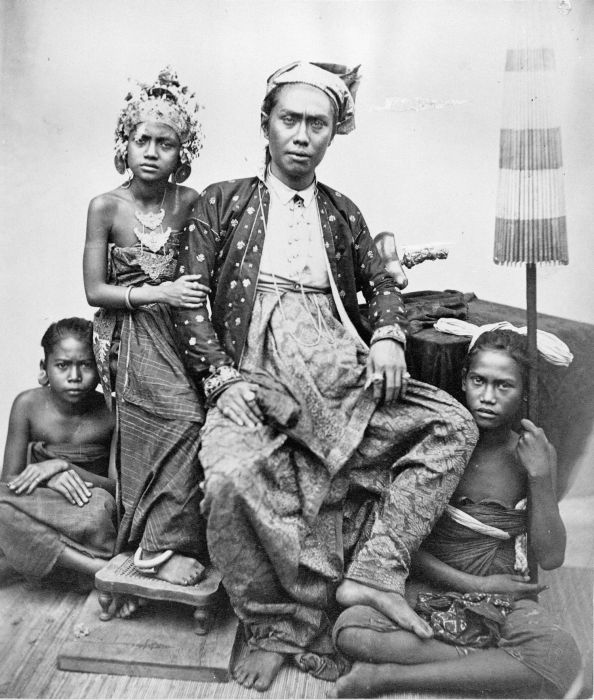
Goesti Ngoera K'toet Djilantik vorst van Boleleng Bali met zijn dochter